# Ridders van Gelre - Ons verloren hertogdom
Ridders van Gelre - Ons verloren hertogdom is een stripalbum bedacht en geschreven door René Arendsen en getekend door Danker Jan Oreel. Het album werd in mei 2019 uitgegeven als paperback door de Stichting Cultuur- En Erfgoedlab als softcover.

## Achtergrond
De uitgave werd in 2017 gefinancierd met behulp van fondsenwerving en donaties van Euregio (Interreg) en het Prins Bernhard Cultuurfonds Gelderland.
Het stripboek beschrijft hoe de Ridders van Gelre, van het gelijknamige televisieprogramma van Omroep Gelderland met in de hoofdrollen Bas en René en hun gids Bibi de geschiedenis van Gelderland verkennen in opdracht van de Gelderse hertog die uit zijn graf herrijst.
De Ridders van Gelre, René Arendsen en Bas Steman, overhandigden op 3 mei 2019 het eerste exemplaar aan John Berends de Commissaris van de Koning.
Het stripboek werd voor scholieren gratis verspreid op de scholen die zich in het gebied bevinden dat ooit onder Gelre viel. Voor de scholen die in Duitsland liggen werden de stripboeken vertaald naar het Duits.
In 2024 verscheen de vierde, herziene druk onder de titel Gelderland - Het Verloren Hertogdom met een omvang van 64 pagina's.